# Ханх
Ханх (монг.: Ханх)— сомон аймаку Хувсгел, Монголія. Площа 5,5 тис. км², населення 2587 чол. Центр сомону селище Турт. 